# Liquidambar styraciflua
Liquidambar styraciflua là một loài thực vật có hoa trong họ Altingiaceae. Loài này được L. miêu tả khoa học đầu tiên năm 1753.